# シナリオ工房 月光
シナリオ工房 月光（シナリオこうぼう げっこう）は、主にコンピュータゲームのシナリオを制作する会社である。
1998年2月2日設立。2025年3月に株式会社C-Gardenが全株式を取得。社長は後藤義裕。創業者は重馬敬で取締役として所属している。所在地は東京都練馬区。
ゲームシナリオ専門の制作会社としては1997年創業のフラグシップが解散後は、最古参の企業とされる。

## 作品

### ゲーム
- LUNAR シルバースターストーリー（1996年7月4日）
- LUNAR2 エターナルブルー（1998年7月23日）
- BLACK/MATRIX 2（2002年3月28日）
- テイルズ オブ デスティニー2（2002年11月28日）
- GALAXY ANGEL Moonlit Lovers（2003年8月22日）
- 侍道2（2003年10月9日）
- ガングレイヴO.D.（2004年3月4日）
- バトローラーＸ（2004年10月28日）
- サムライウェスタン 活劇侍道（2005年1月1日）
- ブルーフロウ ファンディスク（2005年6月24日）
- ファインダーラブ（2006年6月29日）
- コードギアス 反逆のルルーシュR2 盤上のギアス劇場（2008年8月7日）
- ワールド・デストラクション 〜導かれし意思〜（2008年9月25日）
- 悪魔城ドラキュラ 奪われた刻印（2008年10月28日）
- 侍道3（2008年11月13日）
- THE IDOLM@STER SP（2009年2月19日）
- セブンスドラゴン（2009年3月5日）
- 電撃学園RPG Cross of Venus（2009年3月19日）
- 家庭教師ヒットマンREBORN!DS フェイスオブヒートII 運命のふたり（2009年4月16日）
- 夢をかなえるゾウ（2009年5月21日）
- ドラゴンボール 天下一大冒険（2009年7月23日）
- エレメントハンター（2009年10月22日）
- LUNAR ハーモニーオブシルバースター（2009年11月12日）
- ケロロRPG 騎士と武者と伝説の海賊（2010年3月4日）
- バトルスピリッツ ヒーローズ ソウル（2010年3月11日）
- 生徒会の一存 -DSする生徒会-（2010年3月25日）
- スカーレッドライダーゼクス（2010年7月1日）
- ストライクウィッチーズ２ いやす・なおす・ぷにぷにする（2010年10月21日）
- SDガンダム三国伝 BraveBattleWarriors 真三璃紗大戦（2010年12月2日）
- そらのおとしものフォルテ Dreamy Season（2011年1月27日）
- 萌え萌え大戦争☆げんだいばーん（2011年4月28日）
- TOKYOヤマノテBOYS（2011年4月30日）
- ワンピース：アンリミテッドクルーズ スペシャル（2011年5月26日）
- メルルのアトリエ 〜アーランドの錬金術士3〜（2011年6月23日）
- オール仮面ライダー ライダージェネレーション（2011年8月4日）
- シュヴァリエ サーガ タクティクス
- ぬらりひょんの孫 百鬼繚乱大戦（2011年11月17日）
- BEYOND THE FUTURE - FIX THE TIME ARROWS -（2011年12月8日）
- テイルズ オブ イノセンス R（2012年1月26日）
- アスラズラース（2012年2月23日）
- テイルズ オブ ザ ヒーローズ ツインブレイヴ（2012年2月23日）
- アーシャのアトリエ 〜黄昏の大地の錬金術士〜（2012年6月28日）
- オール仮面ライダー ライダージェネレーション2（2012年8月2日）
- ゴッドイーター2（2013年11月14日）
- 仮面ライダー トラベラーズ戦記（2013年11月28日）
- 仮面ライダー バトライド・ウォーII（2014年6月26日）
- ドラゴンボール ファイターズ（2018年2月1日）
- VARIOUS DAYLIFE（2019年9月20日）
- ファンタシースターオンライン2 ニュージェネシス（2021年6月10日）
- SCARLET NEXUS（2021年6月24日）
- スターメロディー ユメミドリーマー（2021年11月4日）
- COGEN: 大鳥こはくと刻の剣（2022年1月27日） - パッケージ限定版特典のボイスドラマ
- メタルドッグス（2022年4月8日）
- ヴァルキリーエリュシオン（2022年9月29日）
- OCTOPATH TRAVELER II（2023年2月24日）
- SD シン・仮面ライダー 乱舞（2023年3月23日）
- LOOP8（2023年6月1日）
- ドラゴンボール Sparking! ZERO（2024年10月10日）
- マリオ&ルイージRPG ブラザーシップ!（2024年11月7日）
- ドラゴンクエストIII そして伝説へ… HD-2D版（2024年11月14日）

### ソーシャルゲーム
- 天下統一クロニクル（2012年）
- ギャングドミネーション（2012年）
- Tokyo 7th シスターズ（2014年）
- テイルズ オブ クレストリア（2020年） [2]

### 漫画
- ホームズ・ツインズ!（月刊少年ブラッド連載、作画：辻野芳輝）
- かむかむバニラ!（フレックスコミックス、漫画：ハルミチヒロ）

## 所属メンバー
- 重馬敬
- 武田知浩
- 田沢大典
- 奥村卓也
- 栗山勝行
- 柿原優子
- 掛橋敬義
- 熊谷純
- 喜多雅
- みなづきともこ
- 赤松中学
- 中西やすひろ
- 鈴木悠太[3]